# Rájec (Tisá)
Rájec (německy Raiza, Raitza) je osada a základní sídelní jednotka obce Tisá v okrese Ústí nad Labem ležící v nadmořské výšce 485 metrů na hranicích s Německem. Nachází se asi 2,6 kilometru severozápadně od Tisé.

## Historie

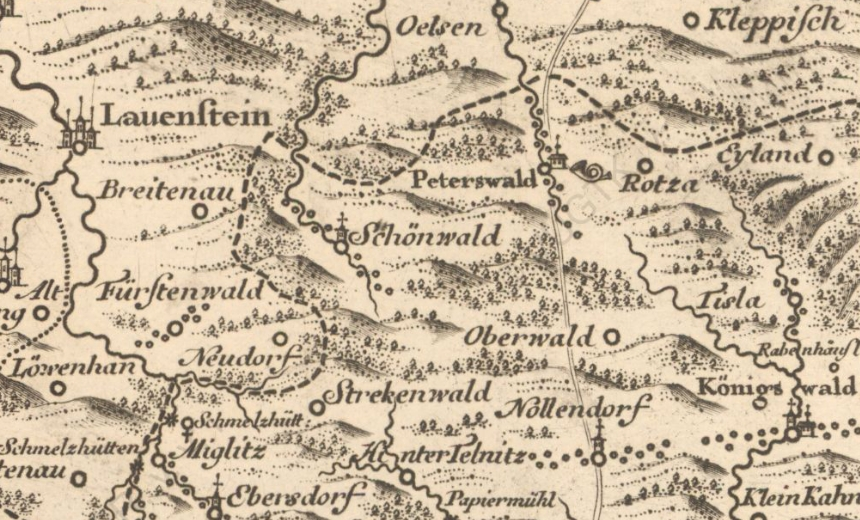
Rájec (Rotza) na Müllerově mapě Čech z roku 1720

Během třicetileté války byla vesnice zcela zpustošena, osídlení bylo postupně obnoveno od roku 1653, kdy zde bylo evidováno 85 obyvatel. Na konci 18. století bylo v Rájci 44 domů, o sto let později již šedesát domů s 352 obyvateli. Obyvatelé Rájce pracovali buď v místním průmyslu, což byla především továrna na výrobu knoflíků v Tisé, dále pak jako lesní dělníci, řemeslníci nebo obchodníci.

## Přírodní poměry
Osada Rájec se nachází v chráněné krajinné oblasti Labské pískovce, severně od ní je také přírodní rezervace Rájecká rašeliniště. Poblíž státní hranice (u bývalého hostince) jsou dvě památné lípy malolisté (Lípy v Rájci). Západním směrem leží Rájecký rybník.

## Obyvatelstvo

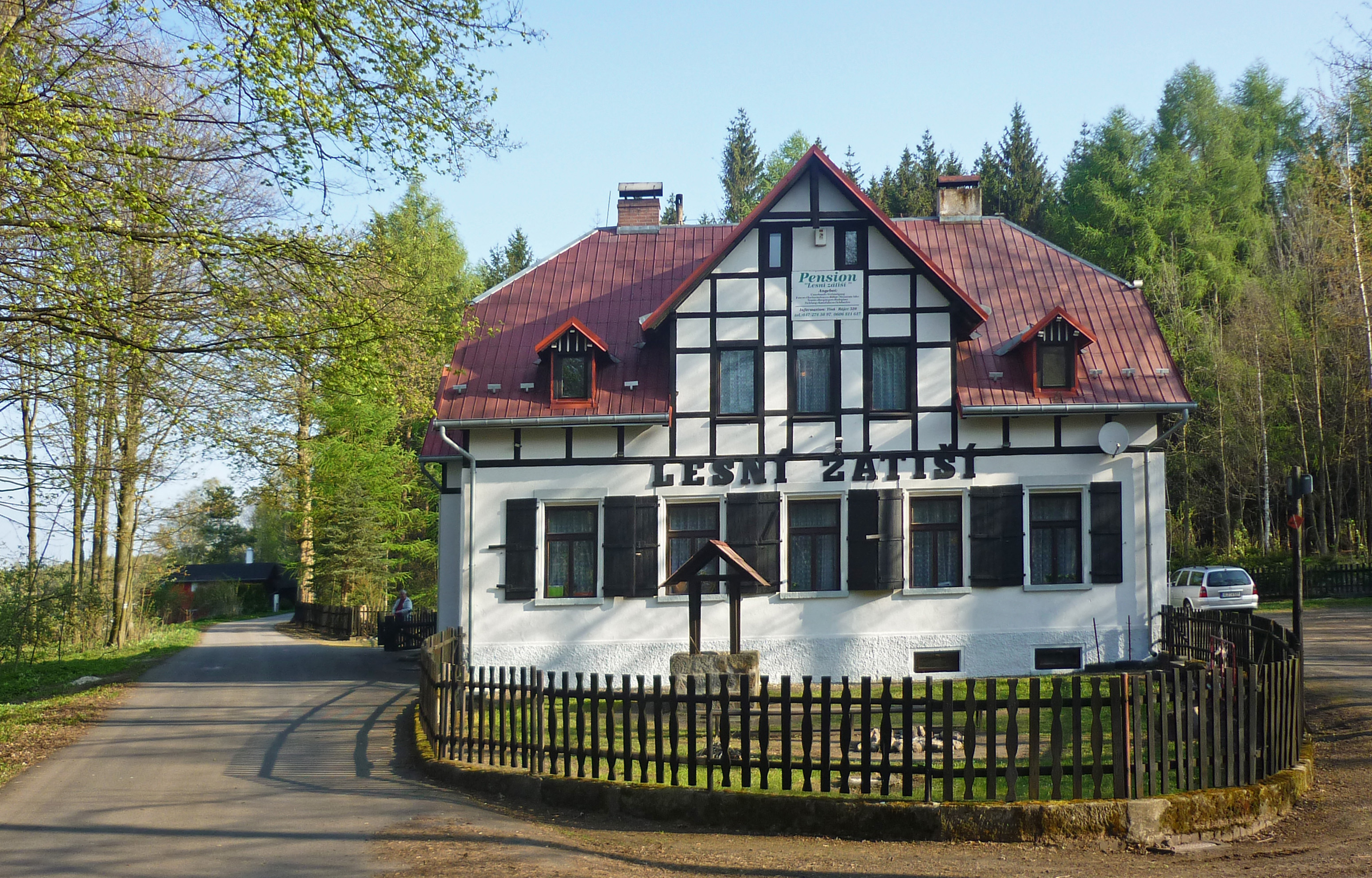
Chata Lesní Zátiší u rájeckých skal

Při sčítání lidu v roce 1921 ve vsi žilo 295 obyvatel (z toho 117 mužů), z nichž byl jeden Čechoslovák, 290 Němců a čtyři cizinci. Kromě dvou evangelíků byli římskými katolíky. Podle sčítání lidu z roku 1930 měla vesnice 279 obyvatel německé národnosti, kteří byli převážně římskými katolíky, ale kromě nich byl ve vsi jeden evangelík a 21 lidí bez vyznání.
|           | 1869 | 1880 | 1890 | 1900 | 1910 | 1921 | 1930 | 1950 | 1961 | 1970 | 1980 | 1991 | 2001 | 2011 |
| --------- | ---- | ---- | ---- | ---- | ---- | ---- | ---- | ---- | ---- | ---- | ---- | ---- | ---- | ---- |
| Obyvatelé | 342  | 353  | 358  | 346  | 364  | 295  | 279  | 50   | 26   | 7    | —    | —    | —    | 7    |
| Domy      | 61   | 61   | 64   | 64   | 67   | 68   | 67   | 69   | —    | 5    | —    | —    | —    | —    |

## Horolezectví
Ve svazích lesa nad osadou se nachází pískovcové skalní věže a masivy horolezecké oblasti Rájec vyhledávané především českými a německými horolezci. Mezi dominanty patří Sokolí věž v Ostřížích stěnách a Blíženci v Rájeckém údolí. Prvním zdokumentovaným výstupem je Stará cesta na věž Bumbrlíček (Walter Lehmann a Richard Finke, 20. května 1905). Na rozcestí před Rájcem stojí také soukromá horolezecká chata (bývalý penzion Lesní zátiší).

## Turistika

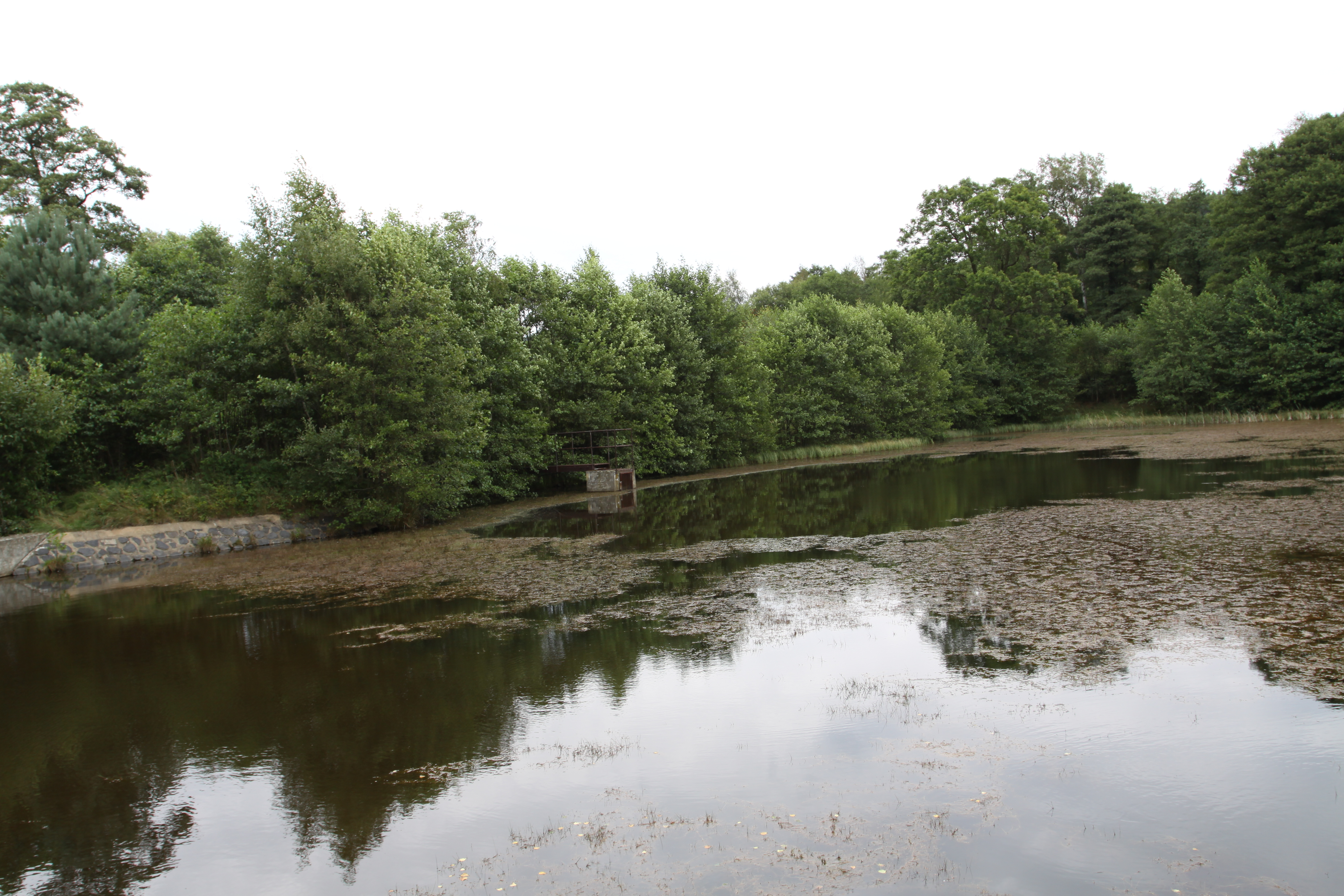
Rájecký rybník

Prochází tudy krátká trasa zelené turistické značky, spojující východiště turistických značek na hranici s Německem, a červeně značená evropská dálková trasa E3, která je v tomto pohraničním úseku totožná s trasou naučné stezky Zapomenuté pohraničí. Cyklotrasa č. 3017, která dříve vedla do Rájce od Sněžníku, se zhruba 600 metrů východně od Rájce stáčí k česko-německé státní hranici.